# Tonga en los Juegos Olímpicos de Barcelona 1992
Tonga estuvo representada en los Juegos Olímpicos de Barcelona 1992 por cinco deportistas masculinos que compitieron en dos deportes.
El equipo olímpico tongano no obtuvo ninguna medalla en estos Juegos.